# A Reivers’s Neck-Verse
A Reivers’s Neck-Verse – ballada angielskiego poety Algernona Charlesa Swinburne’a, opublikowana w tomiku Poems and Ballads. Third Series, wydanym w Londynie w 1889 roku przez spółkę wydawniczą Chatto & Windus. Utwór składa się ze strof pięciowersowych z rymami wewnętrznymi i refrenowymi powtórzeniami. Jest w całości oparty na paralelizmie.
Some die singing, and some die swinging,
And weel mot a’ they be:
Some die playing, and some die praying,
And I wot sae winna we, my dear,
And I wot sae winna we.
Zawiera też liczne aliteracje:
Some die weeping, and some die sleeping,
And some die under sea:
Some die ganging, and some die hanging,
And a twine of a tow for me, my dear,
A twine of a tow for me.